# Liste der Baudenkmäler in Eurasburg (Oberbayern)

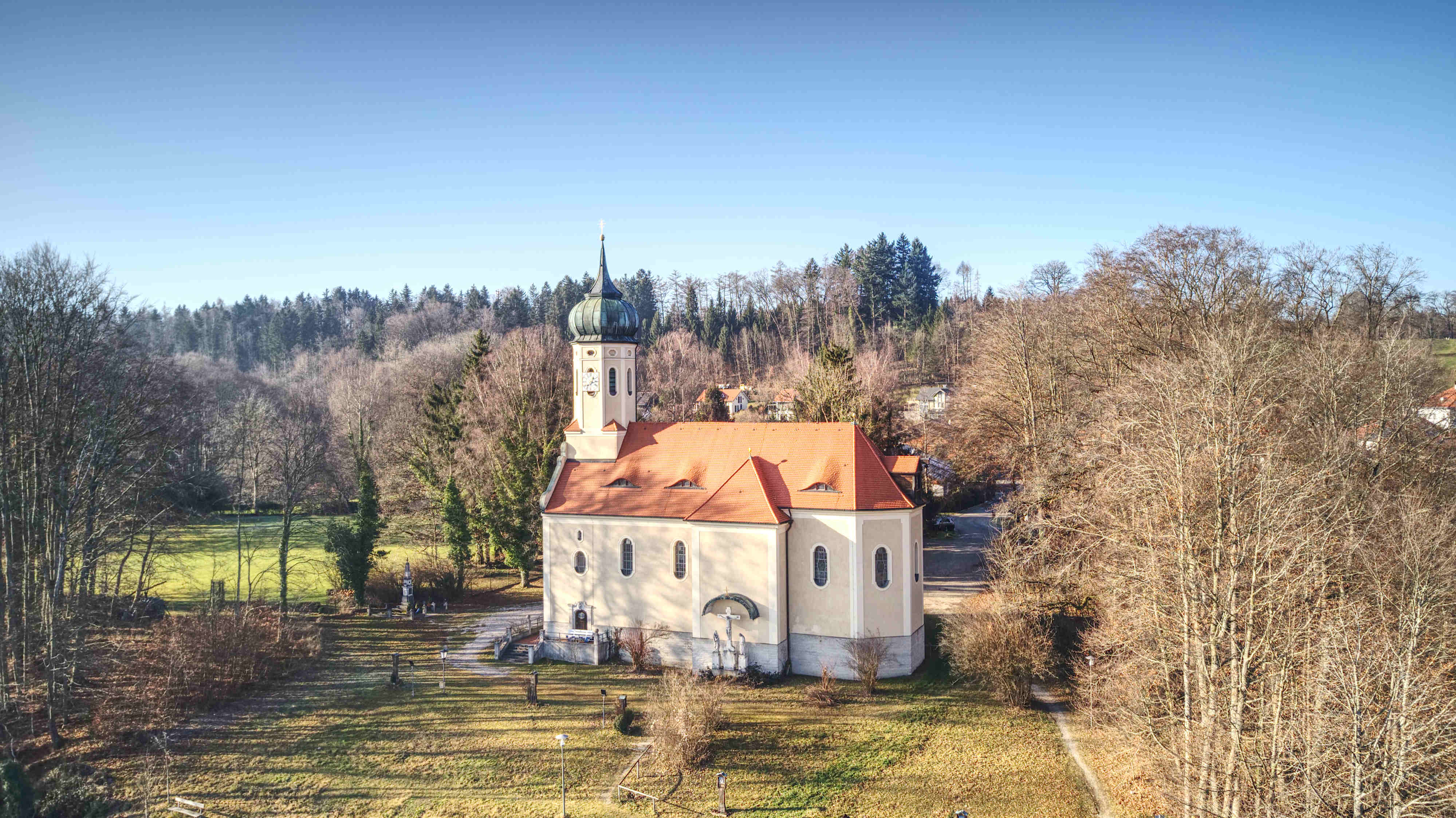
Schlosskirche

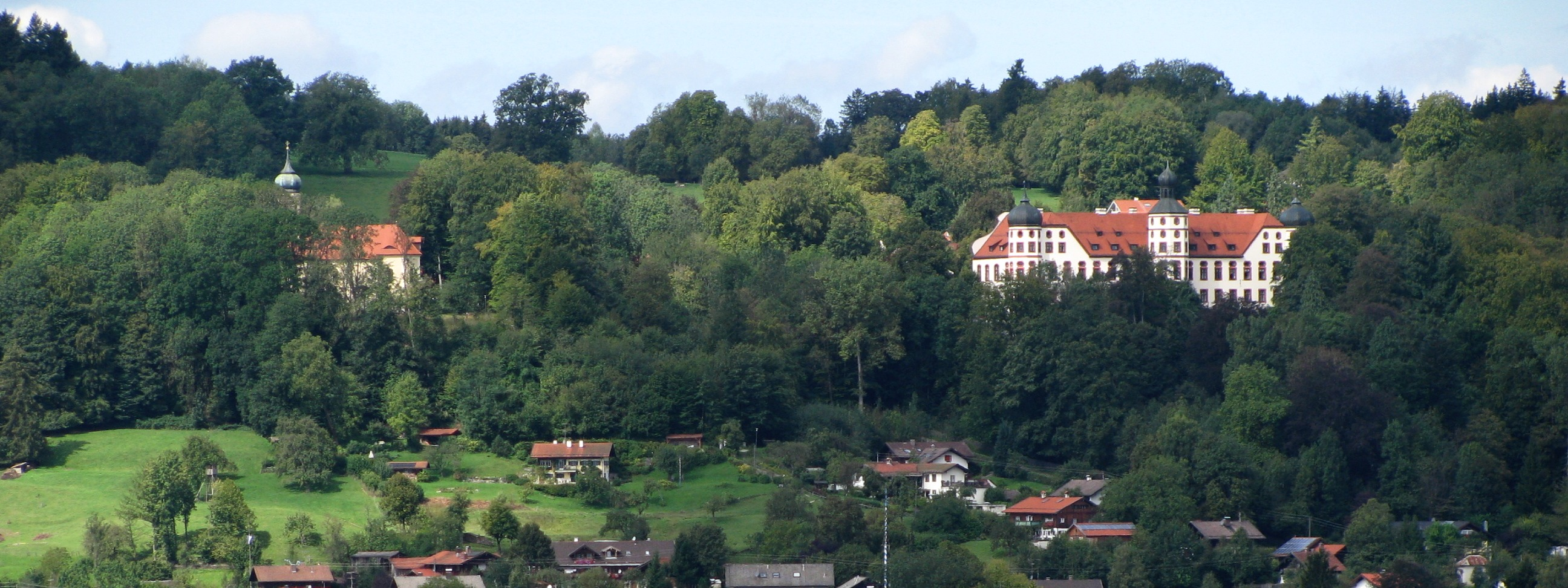
Schlossberg mit Kirche Mariä Empfängnis und Schloss Eurasburg

Auf dieser Seite sind die Baudenkmäler in der oberbayerischen Gemeinde Eurasburg zusammengestellt. Diese Tabelle ist eine Teilliste der Liste der Baudenkmäler in Bayern. Grundlage ist die Bayerische Denkmalliste, die auf Basis des Bayerischen Denkmalschutzgesetzes vom 1. Oktober 1973 erstmals erstellt wurde und seither durch das Bayerische Landesamt für Denkmalpflege geführt wird. Die folgenden Angaben ersetzen nicht die rechtsverbindliche Auskunft der Denkmalschutzbehörde.

## Baudenkmäler nach Ortsteilen

### Eurasburg
| Lage | Objekt                                      | Beschreibung | Akten-Nr.              | Bild                                        |
| --- | ------------------------------------------- | --- | ---------------------- | ------------------------------------------- |
| Albert-von-Iring-Straße 1 (Standort) | Wohnteil eines ehemaligen Kleinbauernhauses | Zweigeschossiger Blockbau mit umlaufender Laube und verschaltem Vordach, 2. Viertel 18. Jahrhundert, Dachaufbau später. | D-1-73-123-5 Wikidata  | Wohnteil eines ehemaligen Kleinbauernhauses |
| Am Schloßberg 9 (Standort) | Ehemaliges Kleinhaus                        | Verputzter, im Obergeschoss verschalter Flachsatteldach-Blockbau mit Massivbauteilen und Brettbalustern-Balkon, im Kern 2. Hälfte 18. Jahrhundert. | D-1-73-123-2 Wikidata  | Ehemaliges Kleinhaus                        |
| Am Schloßberg 16; Am Schloßberg 16 a; Am Schloßberg 16 b; Am Schloßberg 12 b; Am Schloßberg 14 a; Am Schloßberg 14 b; Am Schloßberg 14 c (Standort) | Schloss Eurasburg                           | Zwei- bzw. dreigeschossiger putzgegliederter Dreiflügelbau in Spätrenaissanceformen mit vortretendem Mittelturm, seitlichen Zwiebeltürmen und ehemaliger Schlosskapelle, von Peter Candid, 1626–30, 1866 neugotische Umgestaltung, 1908 Wiederherstellung des ursprünglichen Zustands, nach Brand 1976 Wiederaufbau und Aufteilung in Einzelwohnungen; mit Ausstattung; Nebengebäude, zweigeschossiger putzgegliederter Neubarockbau mit Zwiebel-Eckturm, 1905; Einfriedung, Ummauerung mit Toren. | D-1-73-123-1 Wikidata  | weitere Bilder                              |
| Am Schloßberg 19 (Standort) | Ehemaliges Kleinhaus                        | Doppelhaus, teils zweigeschossiger Blockbau mit Flachsatteldach und Laube, im Kern 2. Hälfte 17. Jahrhundert. | D-1-73-123-3 Wikidata  | Ehemaliges Kleinhaus                        |
| Nähe Am Schloßberg (Standort) | Felsenkeller                                | Anlage aus aufeinanderfolgenden, tonnengewölbten Kellern, im Kern 18. Jh.; Kohleerkundungsstollen, 1889 | D-1-73-123-79          | Felsenkeller                                |
| Birkenallee 1 (Standort) | Ehemaliges Kleinbauernhaus                  | Flachsatteldachbau mit Blockbau-Obergeschoss, zweiseitig umlaufender Laube, verschaltem Vordach und Traufbundwerk, 2. Viertel 18. Jahrhundert. | D-1-73-123-6 Wikidata  | weitere Bilder                              |
| Forststraße 1 (Standort) | Ehemaliges Forsthaus                        | Zweigeschossiger Satteldachbau in alpenländischen Heimatstilformen mit Lauben, Steherker und Giebelverschalung, 1920. | D-1-73-123-77 Wikidata | weitere Bilder                              |
| Haidach 1 (Standort) | Kreuzkapelle im Grünen Winkel               | Waldkapelle, barocker Satteldachbau mit Rechteckchor, 1760 gestiftet; mit Ausstattung; östlich neben der Autobahn. | D-1-73-123-14 Wikidata | weitere Bilder                              |
| Hauptstraße 2 (Standort) | Wandbild                                    | Barockes Heiligenfresko, Mitte 18. Jahrhundert. | D-1-73-123-9 Wikidata  | weitere Bilder                              |
| Hauptstraße 9 (Standort) | Wohnhaus                                    | Flachsatteldachbau mit Blockbau-Obergeschoss, verschaltem Vordach und Laube, 1. Viertel 18. Jahrhundert. | D-1-73-123-10 Wikidata | Wohnhaus                                    |
| Hauptstraße 19 (Standort) | Wohnteil eines ehemaligen Kleinbauernhauses | Zweigeschossiger Blockbau mit Flachsatteldach, Kniestock, Laube und verschaltem Vordach, im Kern 2. Hälfte 17. Jahrhundert, Dachaufbau Ende 18. Jahrhundert. | D-1-73-123-11 Wikidata | Wohnteil eines ehemaligen Kleinbauernhauses |
| Hauptstraße 27 a (Standort) | Wohnteil eines ehemaligen Kleinbauernhauses | Zweigeschossiger Blockbau mit dreiseitig umlaufender Laube und verschaltem Vordach, im Kern Mitte 17. Jahrhundert, Dachaufbau Ende 18. Jahrhundert. | D-1-73-123-12 Wikidata | weitere Bilder                              |
| Nähe Hauptstraße (Standort) | Bildstock                                   | Gotisierender Tuffsteinpfeiler mit Laternenaufsatz, wohl 16. Jahrhundert. | D-1-73-123-8 Wikidata  | Bildstock                                   |
| Nähe Kirchstraße (Standort) | Schlosskirche Mariä Empfängnis              | Neubarocker Saalbau mit eingezogenem Chor und westlichem Zwiebelturm, von Karl Bauer, 1908/09; mit Ausstattung. | D-1-73-123-7 Wikidata  | weitere Bilder                              |
| Sprengenöder Straße 2 (Standort) | Kleinbauernhaus                             | Zweigeschossiger Blockbau mit massivem Nordteil, Flachsatteldach, Kniestock und zweiseitig umlaufender Laube, wohl Mitte 17. Jahrhundert, Dachaufbau später, erneuert. | D-1-73-123-13 Wikidata | Kleinbauernhaus                             |

### Adelsreuth
| Lage                       | Objekt     | Beschreibung                                                                            | Akten-Nr.              | Bild       |
| -------------------------- | ---------- | --------------------------------------------------------------------------------------- | ---------------------- | ---------- |
| Flur Adelsreuth (Standort) | Hofkapelle | Satteldachbau mit dreiseitigem Chorschluss, 3. Viertel 19. Jahrhundert; mit Ausstattung | D-1-73-123-15 Wikidata | Hofkapelle |

### Babenstuben
| Lage                        | Objekt     | Beschreibung                                                 | Akten-Nr.              | Bild           |
| --------------------------- | ---------- | ------------------------------------------------------------ | ---------------------- | -------------- |
| Flur Babenstuben (Standort) | Wegkapelle | Satteldachbau mit Portikus, bezeichnet 1949; mit Ausstattung | D-1-73-123-16 Wikidata | weitere Bilder |

### Berg
| Lage                        | Objekt         | Beschreibung | Akten-Nr.              | Bild           |
| --------------------------- | -------------- | --- | ---------------------- | -------------- |
| Kirchstraße 4 (Standort)    | Bauernhaus     | Flachsatteldachbau mit verputztem Blockbau-Obergeschoss, Kniestock, Laube und profiliertem Traufbundwerk, Kern 2. Hälfte 18. Jahrhundert.                                                          | D-1-73-123-19 Wikidata | Bauernhaus     |
| Nähe Kirchstraße (Standort) | St. Margaretha | Katholische Filialkirche, Saalbau mit eingezogenem dreiseitig geschlossenem Chor und westlichem Zwiebelturm, im Kern mittelalterlich, 1659 und 1718/19 erweitert und barockisiert; mit Ausstattung | D-1-73-123-18 Wikidata | weitere Bilder |

### Bergbauer
| Lage                   | Objekt         | Beschreibung                                                                                   | Akten-Nr.              | Bild           |
| ---------------------- | -------------- | ---------------------------------------------------------------------------------------------- | ---------------------- | -------------- |
| Bergbauer 1 (Standort) | Getreidekasten | Obergeschossiger Blockbau, bezeichnet 1623, Überbau 18./19. Jahrhundert modern erweitert.      | D-1-73-123-21 Wikidata | Getreidekasten |
| Lehen (Standort)       | Wegkapelle     | Putzgegliederter Satteldachbau mit offenem Vorraum, 1. Hälfte 18. Jahrhundert; mit Ausstattung | D-1-73-123-22 Wikidata | Wegkapelle     |

### Beuerberg
| Lage | Objekt                                      | Beschreibung | Akten-Nr.              | Bild                                        |
| --- | ------------------------------------------- | --- | ---------------------- | ------------------------------------------- |
| Alpenblickstraße 7 (Standort)                                                                                             | Ehemaliges Kleinbauernhaus                  | Satteldachbau mit traufseitiger Laube am verputzten Blockbau-Obergeschoss (dendrodatiert 1567), Blockbau-Erdgeschoss im Kern wohl älter, teilweise durch Mauerwerk ersetzt, Dachwerk um 1624 und 19. Jahrhundert, Haustür Mitte 19. Jahrhundert. | D-1-73-123-28 Wikidata | Ehemaliges Kleinbauernhaus                  |
| Bäckergasse 10 (Standort)                                                                                                 | Bauernhaus                                  | Flachsatteldachbau mit Laube am teilweise offenen Blockbau-Obergeschoss und teilverschalter Giebellaube, im Kern 2. Hälfte 17. Jahrhundert, Dachaufbau später. | D-1-73-123-29 Wikidata | Bauernhaus                                  |
| Herrnhauser Straße 12 (Standort)                                                                                          | Ehemaliges Flößerhaus                       | Zweigeschossiger Blockbau mit Flachsatteldach und zweiseitig umlaufender Laube, im Kern Ende 17. Jahrhundert, Erhöhung und Flachsatteldach 1. Hälfte 19. Jahrhundert. | D-1-73-123-32 Wikidata | Ehemaliges Flößerhaus                       |
| Herrnhauser Straße 14 (Standort)                                                                                          | Wohnteil eines ehemaligen Flößerhauses      | Flachsatteldachbau mit Blockbau-Obergeschoss, zweiseitig umlaufender Bretterlaube und verschaltem Vordach, 1. Hälfte 17. Jahrhundert. | D-1-73-123-33 Wikidata | Wohnteil eines ehemaligen Flößerhauses      |
| Herrnhauser Straße 16 (Standort)                                                                                          | Ehemaliges Kleinbauernhaus                  | Zweigeschossiger Flachsatteldachbau mit traufseitiger Hochtenne, 2. Viertel 19. Jahrhundert. | D-1-73-123-34 Wikidata | Ehemaliges Kleinbauernhaus                  |
| Herrnleitenweg 2 (Standort)                                                                                               | Ehemaliges Bauernhaus                       | Bundwerk, beidseitiges Traufbundwerk mit Aussägearbeiten, 1. Hälfte 19. Jahrhundert; Haustür, geschnitzte Holztür, 1. Hälfte 19. Jahrhundert. | D-1-73-123-35 Wikidata | Ehemaliges Bauernhaus                       |
| Herrnleitenweg 4 (Standort)                                                                                               | Marienkirche                                | Ehemalige katholische Pfarrkirche, jetzt Friedhofskirche, barocker Saalbau mit eingezogenem Chor und nordöstlichem Zwiebelturm, 1643, Rokoko-Umgestaltung 1778–91; mit Ausstattung (siehe auch: Kanzel). (Beim BLfD fälschlich unter der Bezeichnung „St. Johannes und Paulus“ aufgeführt.) | D-1-73-123-25 Wikidata | weitere Bilder                              |
| Klosterstraße 2 (Standort)                                                                                                | Ehemaliger Zehntstadel, jetzt Pfarrheim     | Zweigeschossiger Steildachbau mit gemalter Architekturgliederung, im Kern 1704. | D-1-73-123-36 Wikidata | Ehemaliger Zehntstadel, jetzt Pfarrheim     |
| Klosterstraße 6 (Standort)                                                                                                | Pfarrhof                                    | Zweigeschossiger Satteldachbau mit gemalter Gliederung, 1. Hälfte 18. Jahrhundert, 1855 östlich erweitert; Einfriedung, Ummauerung mit zwei putzgegliederten Portalen, 1. Hälfte 18. Jahrhundert; Nebengebäude, kleiner Satteldachbau, 1. Hälfte 18. Jahrhundert, teilweise erneuert. | D-1-73-123-37 Wikidata | Pfarrhof                                    |
| Klosterstraße 16 (Standort)                                                                                               | Wohnteil eines ehemaligen Kleinbauernhauses | Satteldachbau mit Blockbau-Obergeschoss und zweiseitig umlaufender Laube, im Kern Mitte 17. Jahrhundert, Dachaufbau später. | D-1-73-123-39 Wikidata | Wohnteil eines ehemaligen Kleinbauernhauses |
| Kuglstadtstraße 21 (Standort)                                                                                             | Bauernhaus                                  | Zweigeschossiger putzgegliederter Satteldachbau, um 1840/50; Backhaus, verputzter erdgeschossiger Satteldachbau, um 1840/50. | D-1-73-123-41 Wikidata | Bauernhaus                                  |
| Kuglstadtstraße 21 (Standort)                                                                                             | Bildstock                                   | Kleiner Satteldachbau mit vergitterter Bildnische, 18. Jahrhundert; mit Ausstattung; vor Nr. 21. | D-1-73-123-42 Wikidata | Bildstock                                   |
| Loisachweg 32 (Standort)                                                                                                  | Ehemaliges Flößerhaus                       | Flachsatteldachbau mit verputztem Blockbau-Obergeschoss, traufseitiger Laube und verbrettertem Giebel, im Kern 18. Jahrhundert, Dachaufbau später. | D-1-73-123-43 Wikidata | Ehemaliges Flößerhaus                       |
| Loisachweg 47 (Standort)                                                                                                  | Gasthof                                     | Zweigeschossiger Satteldachbau, bezeichnet 1832. | D-1-73-123-44 Wikidata | Gasthof                                     |
| Nähe Klosterstraße; Königsdorfer Straße 3; Königsdorfer Straße 1; Königsdorfer Straße 5; Königsdorfer Straße 7 (Standort) | Ehemaliges Augustinerchorherren-Stift       | Ehemalige Stiftskirche St. Peter und Paul, jetzt katholische Pfarrkirche, barocker Wandpfeilersaal mit Abseiten, eingezogenem Chor und nordwestlichem Zwiebelturm, Neubau nach Einsturz 1629–35, 1729/30 verlängert; mit Ausstattung; Stiftsgebäude, barocke Anlage um zwei Innenhöfe, 1729–45; mit Ausstattung (siehe auch: Kanzel); katholische Konventkirche Mariä Heimsuchung, Saalbau mit dreiseitigem Chorschluss und Empore, 1846; mit Ausstattung; Klostermauer, verputzte umlaufende Mauer, um 1745. | D-1-73-123-24 Wikidata | weitere Bilder                              |
| Nähe Klosterstraße (Standort)                                                                                             | Ehemaliges Gasthaus                         | Zweigeschossiger putzgegliederter Preisdachbau mit reich gestaltetem Vordach, im Kern um 1750, Umbau mit Haustür und bemalter Dachuntersicht 1869. | D-1-73-123-38 Wikidata | weitere Bilder                              |
| Weiherweg 2 (Standort) | Wohnteil eines ehemaligen Flößerhauses      | Flachsatteldachbau mit Blockbau-Obergeschoss, umlaufender Laube und teilverschalter Giebellaube, Ende des 16. Jahrhunderts erneuert. | D-1-73-123-30 Wikidata | Wohnteil eines ehemaligen Flößerhauses      |

### Brandstätt
| Lage                    | Objekt         | Beschreibung                                                                                 | Akten-Nr.              | Bild           |
| ----------------------- | -------------- | -------------------------------------------------------------------------------------------- | ---------------------- | -------------- |
| Brandstätt 1 (Standort) | Getreidekasten | Zweigeschossiger Blockbau, bezeichnet 1597, Überbau erneuert.                                | D-1-73-123-47 Wikidata | Getreidekasten |
| Nähe St 2370 (Standort) | Wegkapelle     | Kleiner putzgegliederter Satteldachbau mit offenem Vorraum, bezeichnet 1811; mit Ausstattung | D-1-73-123-23 Wikidata | weitere Bilder |

### Faistenberg
| Lage                                                    | Objekt     | Beschreibung | Akten-Nr.              | Bild           |
| ------------------------------------------------------- | ---------- | --- | ---------------------- | -------------- |
| Faistenberg 2 a (Standort)                              | Kapelle    | Putzgegliederter Satteldachbau mit halbrundem Chorschluss, bezeichnet 1899; mit Ausstattung | D-1-73-123-48 Wikidata | weitere Bilder |
| Unterfeld (am südwestlichen Ortsrand) (Standort)        | Hofkapelle | Kleiner Satteldachbau, 1735; mit Ausstattung | D-1-73-123-49 Wikidata | weitere Bilder |
| 250 m westlich vom Weg nach Promberg im Moos (Standort) | Grenzstein | Grenzstein aus Tuff, bezeichnet mit CBB (Kloster Benediktbeuern), Doppeltem Abtstab und Jahreszahl 1751 sowie CBB (Kloster Beuerberg) und einem symbolischen Lebensbaum des Augustinerchorherrenstiftes Beuerberg. Der Stein lag 2005 auf dem Boden. Beim Aufrichten wurde er offensichtlich falsch ausgerichtet. Er müsste um ca. 150° nach rechts gedreht werden. (teilweise im Gebiet der Stadt Penzberg) | D-1-90-141-34          | Grenzstein     |

### Filzbuch
| Lage                  | Objekt      | Beschreibung                                                                              | Akten-Nr.              | Bild        |
| --------------------- | ----------- | ----------------------------------------------------------------------------------------- | ---------------------- | ----------- |
| Filzbuch 1 (Standort) | Feldkapelle | Satteldachbau, 2. Hälfte 18. Jahrhundert; mit Ausstattung, südlich vom Hof (Dannerbauer). | D-1-73-123-50 Wikidata | Feldkapelle |

### Frettenried
| Lage                                                | Objekt            | Beschreibung | Akten-Nr.              | Bild           |
| --------------------------------------------------- | ----------------- | --- | ---------------------- | -------------- |
| Waldhauserstraße 44; Waldhauserstraße 46 (Standort) | Schloss Beuerberg | Herrenhaus, zweigeschossiger historisierender Walmdachbau mit zwei runden Hauben-Ecktürmen und Zwerchgiebel, 1904; ehemaliges Kutscherhaus, eingeschossiger hakenförmiger Mansardwalmdachbau, nach 1904. | D-1-73-123-51 Wikidata | weitere Bilder |

### Gasteig
| Lage                    | Objekt                                 | Beschreibung | Akten-Nr.              | Bild                                   |
| ----------------------- | -------------------------------------- | --- | ---------------------- | -------------------------------------- |
| Am Gasteig 4 (Standort) | Wohnteil eines ehemaligen Bauernhauses | Breit gelagerter Flachsatteldachbau mit Blockbau-Obergeschoss, umlaufender Laube und teilverschaltem Vordach, 1. Viertel 18. Jahrhundert. | D-1-73-123-52 Wikidata | Wohnteil eines ehemaligen Bauernhauses |

### Habichtgraben
| Lage                       | Objekt                     | Beschreibung | Akten-Nr.              | Bild                       |
| -------------------------- | -------------------------- | --- | ---------------------- | -------------------------- |
| Habichtgraben 2 (Standort) | Ehemaliges Kleinbauernhaus | Flachsatteldachbau mit Blockbau-Obergeschoss, zweiseitig umlaufender Bretterlaube, verschaltem Vordach und Traufbundwerk, Mitte 18. Jahrhundert. | D-1-73-123-53 Wikidata | Ehemaliges Kleinbauernhaus |

### Hainzenau
| Lage                   | Objekt    | Beschreibung | Akten-Nr.              | Bild      |
| ---------------------- | --------- | --- | ---------------------- | --------- |
| Hainzenau 1 (Standort) | Bauernhof | Zweigeschossiger ehemaliger Mittertennbau, Wohnteil in Blockbauweise mit Massivbauteilen, Kniestock, zweiseitig umlaufender Laube, im Kern von 1695 (dendrochronologisch datiert), Wirtschaftsteil mit Traufbundwerk und Dachaufbau wohl von 1839 (innen bezeichnet). | D-1-73-123-54 Wikidata | Bauernhof |

### Happerg
| Lage                                                          | Objekt                                 | Beschreibung | Akten-Nr.              | Bild             |
| ------------------------------------------------------------- | -------------------------------------- | --- | ---------------------- | ---------------- |
| Nähe Kapellenweg (Standort)                                   | Ortskapelle St. Maria Magdalena        | Historisierender Satteldachbau mit Spitzhelm-Giebelreiter, bezeichnet 1903; mit Ausstattung                                                 | D-1-73-123-55 Wikidata | weitere Bilder   |
| Schallenkamer Straße 2 (Standort)                             | Wohnteil eines ehemaligen Bauernhauses | Flachsatteldachbau mit verputztem Blockbau-Obergeschoss, Bretterlaube und südlich eingezogener Giebelseite, Kern 2. Hälfte 17. Jahrhundert. | D-1-73-123-57 Wikidata | weitere Bilder   |
| Schallenkamer Straße 4 a; Schallenkamer Straße 4 b (Standort) | Doppelbauernhaus                       | Flachsatteldachbau mit verputztem Blockbau-Obergeschoss und verschaltem Giebel, im Kern 18. Jahrhundert.                                    | D-1-73-123-56 Wikidata | Doppelbauernhaus |

### Hofstätt
| Lage                  | Objekt                | Beschreibung | Akten-Nr.                        | Bild                  |
| --------------------- | --------------------- | --- | -------------------------------- | --------------------- |
| Hofstätt 1 (Standort) | Getreidekasten        | Getreidekasten, zweiräumiger obergeschossiger Blockbau, 2. Hälfte 18. Jahrhundert, Überbau später.                                                  | D-1-73-123-58 zugehörig Wikidata | Getreidekasten        |
| Hofstätt 1 (Standort) | Bauernhaus            | Zweigeschossiger Flachsatteldachbau mit Laube, teilverschalter Giebellaube und verbrettertem Kniestock, im Kern 18. Jahrhundert, Dachaufbau später; | D-1-73-123-58 Wikidata           | Bauernhaus            |
| Hofstätt 4 (Standort) | Ehemaliges Bauernhaus | Zweigeschossiger teilweise offener Blockbau mit Flachsatteldach, Laube und teilverschaltem Vordach, im Kern 1. Hälfte 18. Jahrhundert, erneuert;    | D-1-73-123-59 Wikidata           | Ehemaliges Bauernhaus |
| Hofstätt 4 (Standort) | Getreidekasten        | Getreidekasten, obergeschossiger Blockbau, bezeichnet 1592, Überbau später.                                                                         | D-1-73-123-59 zugehörig Wikidata | Getreidekasten        |

### Hohenleiten
| Lage                                      | Objekt         | Beschreibung | Akten-Nr.                        | Bild           |
| ----------------------------------------- | -------------- | --- | -------------------------------- | -------------- |
| Hohenleiten 1; Hohenleiten 3 a (Standort) | Bauernhaus     | Zweigeschossiger Blockbau mit Flachsatteldach, Laube, teilverschalter Giebellaube und giebelseitiger Tennenauffahrt, angeblich von 1657; | D-1-73-123-60 Wikidata           | Bauernhaus     |
| Hohenleiten 1; Hohenleiten 3 a (Standort) | Getreidekasten | Getreidekasten, zweigeschossiger Blockbau, bezeichnet 1592.                                                                              | D-1-73-123-60 zugehörig Wikidata | Getreidekasten |

### Maierwald
| Lage                   | Objekt     | Beschreibung                                                      | Akten-Nr.              | Bild           |
| ---------------------- | ---------- | ----------------------------------------------------------------- | ---------------------- | -------------- |
| Maierwald 1 (Standort) | Hofkapelle | Neugotischer Satteldachbau, Ende 19. Jahrhundert; mit Ausstattung | D-1-73-123-61 Wikidata | weitere Bilder |

### Oberfeld
| Lage                                 | Objekt         | Beschreibung                                                                                      | Akten-Nr.              | Bild           |
| ------------------------------------ | -------------- | ------------------------------------------------------------------------------------------------- | ---------------------- | -------------- |
| Flur Oberfeld; Oberfeld 1 (Standort) | Getreidekasten | Zweigeschossiger Blockbau, Erdgeschoss bezeichnet 1558, Obergeschoss und Überbau bezeichnet 1837. | D-1-73-123-62 Wikidata | Getreidekasten |

### Oberherrnhausen
| Lage                           | Objekt                | Beschreibung | Akten-Nr.              | Bild                  |
| ------------------------------ | --------------------- | --- | ---------------------- | --------------------- |
| In Oberherrnhausen (Standort)  | St. Valentin          | Katholische Filialkirche, Saalbau mit eingezogenem Chor und Zwiebel-Giebelreiter, 1. Hälfte 14. Jahrhundert, 1701 barockisiert; mit Ausstattung; Kirchhofmauer, niedrige verputzte Bruchsteinmauer, 17./18. Jahrhundert. | D-1-73-123-66 Wikidata | weitere Bilder        |
| Oberherrnhausen 3 (Standort)   | Ehemaliges Bauernhaus | Zweigeschossiger Blockbau mit Flachsatteldach, zweiseitig umlaufender Laube und teilverschalter Giebellaube, Ende 16. Jahrhundert.                                                                                       | D-1-73-123-63 Wikidata | weitere Bilder        |
| Oberherrnhausen 5 a (Standort) | Ehemaliges Bauernhaus | Flachsatteldachbau mit Blockbau-Obergeschoss, zweiseitig umlaufender Laube und verschaltem Vordach, 2. Hälfte 18. Jahrhundert, restauriert.                                                                              | D-1-73-123-65 Wikidata | Ehemaliges Bauernhaus |

### Oed
| Lage             | Objekt      | Beschreibung                                                                  | Akten-Nr.              | Bild           |
| ---------------- | ----------- | ----------------------------------------------------------------------------- | ---------------------- | -------------- |
| Oed 1 (Standort) | Feldkapelle | Satteldachbau, 1. Hälfte 19. Jahrhundert; mit Ausstattung; westlich des Hofs. | D-1-73-123-67 Wikidata | weitere Bilder |

### Schwaig
| Lage                 | Objekt    | Beschreibung                                                               | Akten-Nr.              | Bild      |
| -------------------- | --------- | -------------------------------------------------------------------------- | ---------------------- | --------- |
| Schwaig 1 (Standort) | Bildstock | Satteldachhäuschen mit vergitterter Bildnische, 2. Hälfte 19. Jahrhundert. | D-1-73-123-69 Wikidata | Bildstock |

### Schwarzlehen
| Lage                      | Objekt     | Beschreibung                                                                               | Akten-Nr.              | Bild           |
| ------------------------- | ---------- | ------------------------------------------------------------------------------------------ | ---------------------- | -------------- |
| Schwarzlehen 1 (Standort) | Bauernhaus | Zweigeschossiger Flachsatteldachbau mit zweiseitig umlaufender Laube, 18./19. Jahrhundert. | D-1-73-123-70 Wikidata | weitere Bilder |

### Speck
| Lage               | Objekt      | Beschreibung                                                             | Akten-Nr.              | Bild        |
| ------------------ | ----------- | ------------------------------------------------------------------------ | ---------------------- | ----------- |
| Speck 1 (Standort) | Feldkapelle | Satteldachbau mit offenem Vorraum, Ende 18. Jahrhundert; mit Ausstattung | D-1-73-123-71 Wikidata | Feldkapelle |

### Sprengenöd
| Lage                       | Objekt     | Beschreibung                                                                    | Akten-Nr.              | Bild       |
| -------------------------- | ---------- | ------------------------------------------------------------------------------- | ---------------------- | ---------- |
| Flur Sprengenöd (Standort) | Hofkapelle | Satteldachbau mit Giebelreiter, wohl 1. Hälfte 19. Jahrhundert; mit Ausstattung | D-1-73-123-72 Wikidata | Hofkapelle |

### Steingrub
| Lage                                   | Objekt    | Beschreibung | Akten-Nr.                        | Bild           |
| -------------------------------------- | --------- | --- | -------------------------------- | -------------- |
| Steingrub 1; Flur Steingrub (Standort) | Dittmühle | Ehemaliges Mühlenanwesen, Flachsatteldachbau mit verputztem Blockbau-Obergeschoss, traufseitiger Laube und Traufbundwerk, im Kern 17./18. Jahrhundert, Dachaufbau und Bundwerk bezeichnet 1836 (innen). | D-1-73-123-73 Wikidata           | weitere Bilder |
| Steingrub 1; Flur Steingrub (Standort) | Dittmühle | Nebengebäude, erdgeschossiger unverputzter Bruchsteinbau mit Satteldach und verschaltem Giebel, 19. Jahrhundert.                                                                                        | D-1-73-123-73 zugehörig Wikidata | Dittmühle      |

### Waltersteig
| Lage                      | Objekt         | Beschreibung                                                         | Akten-Nr.              | Bild           |
| ------------------------- | -------------- | -------------------------------------------------------------------- | ---------------------- | -------------- |
| In Waltersteig (Standort) | Getreidekasten | Erdgeschossiger Blockbau, 2. Hälfte 18. Jahrhundert, Überbau später. | D-1-73-123-74 Wikidata | Getreidekasten |

### Winkl
| Lage               | Objekt         | Beschreibung | Akten-Nr.                        | Bild           |
| ------------------ | -------------- | --- | -------------------------------- | -------------- |
| Winkl 1 (Standort) | Hofkapelle     | Satteldachbau, bezeichnet 1890; mit Ausstattung | D-1-73-123-76 Wikidata           | Hofkapelle     |
| Winkl 1 (Standort) | Bauernhaus     | Zweigeschossiger Satteldachbau mit umlaufender Laube, Giebellauben und Aussägearbeiten am zweigeschossigen teilverschalten Vordach sowie Traufbundwerk am Wirtschaftsteil, Kern 1. Hälfte 18. Jahrhundert, Bundwerk 1. Viertel 19. Jahrhundert, Dachaufbau später; | D-1-73-123-75 Wikidata           | Bauernhaus     |
| Winkl 1 (Standort) | Getreidekasten | Getreidekasten, zweigeschossiger Getreidekasten mit Umgang, bezeichnet 158. (um 1585). | D-1-73-123-75 zugehörig Wikidata | Getreidekasten |

## Ehemalige Baudenkmäler
In diesem Abschnitt sind Objekte aufgeführt, die früher einmal in der Denkmalliste eingetragen waren, jetzt aber nicht mehr. Objekte, die in anderem Zusammenhang also z. B. als Teil eines Baudenkmals weiter eingetragen sind, sollen hier nicht aufgeführt werden. Aktennummern in diesem Abschnitt sind ehemalige, jetzt nicht mehr gültige Aktennummern.

| Lage                 | Objekt                      | Beschreibung | Akten-Nr.              | Bild |
| -------------------- | --------------------------- | --- | ---------------------- | ---- |
| Blöcken 2 (Standort) | Wohnteil eines Bauernhauses | Zweigeschossiger Blockbau mit Flachsatteldach, massivem Nordteil, Kniestock und verbrettertem Giebelfeld, 2. Hälfte 17. Jahrhundert. | D-1-73-123-46 Wikidata | BW   |